# Flöts

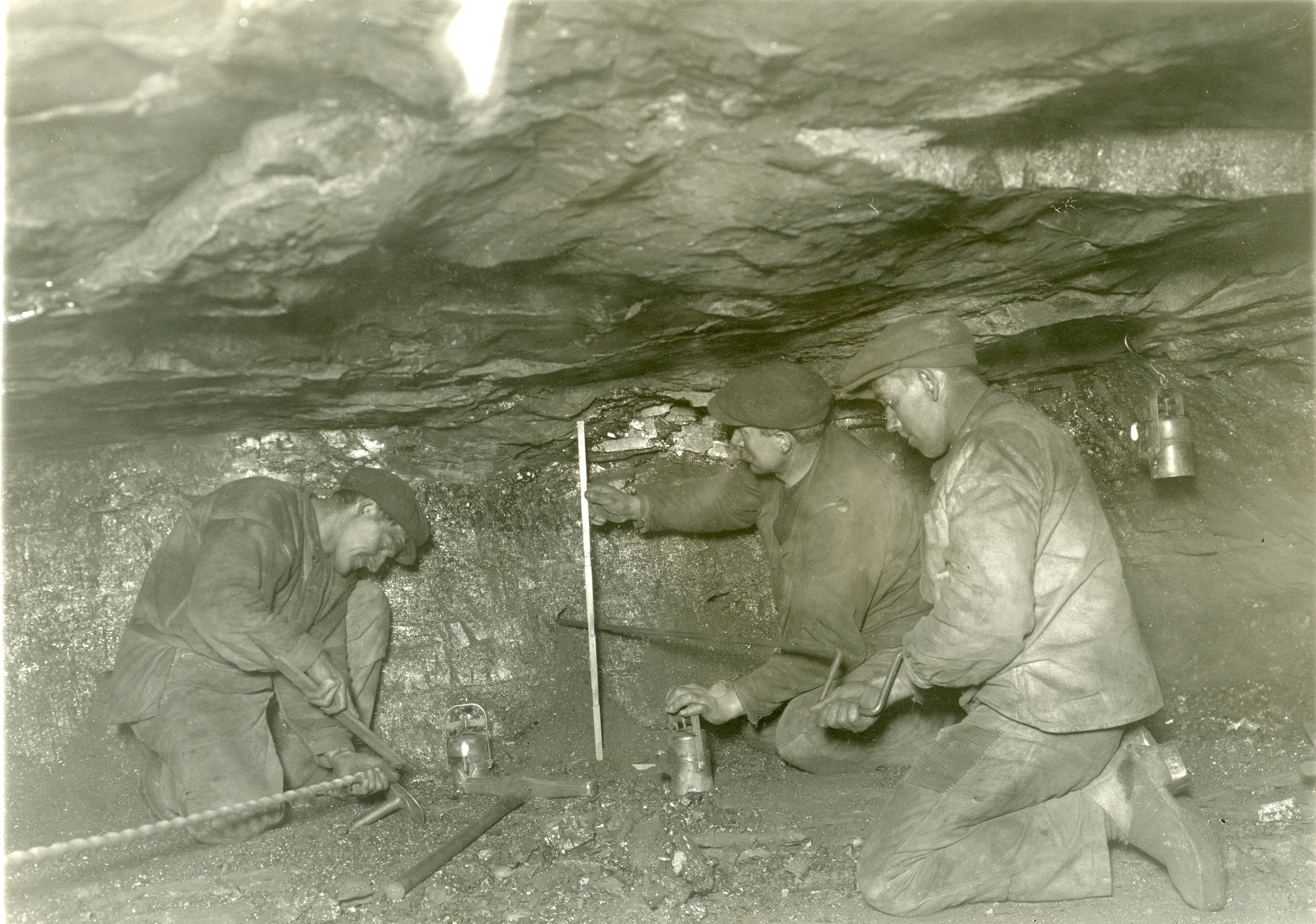
Brytning i stenkolsflöts i Sveagruvan i Svalbard, 1920.

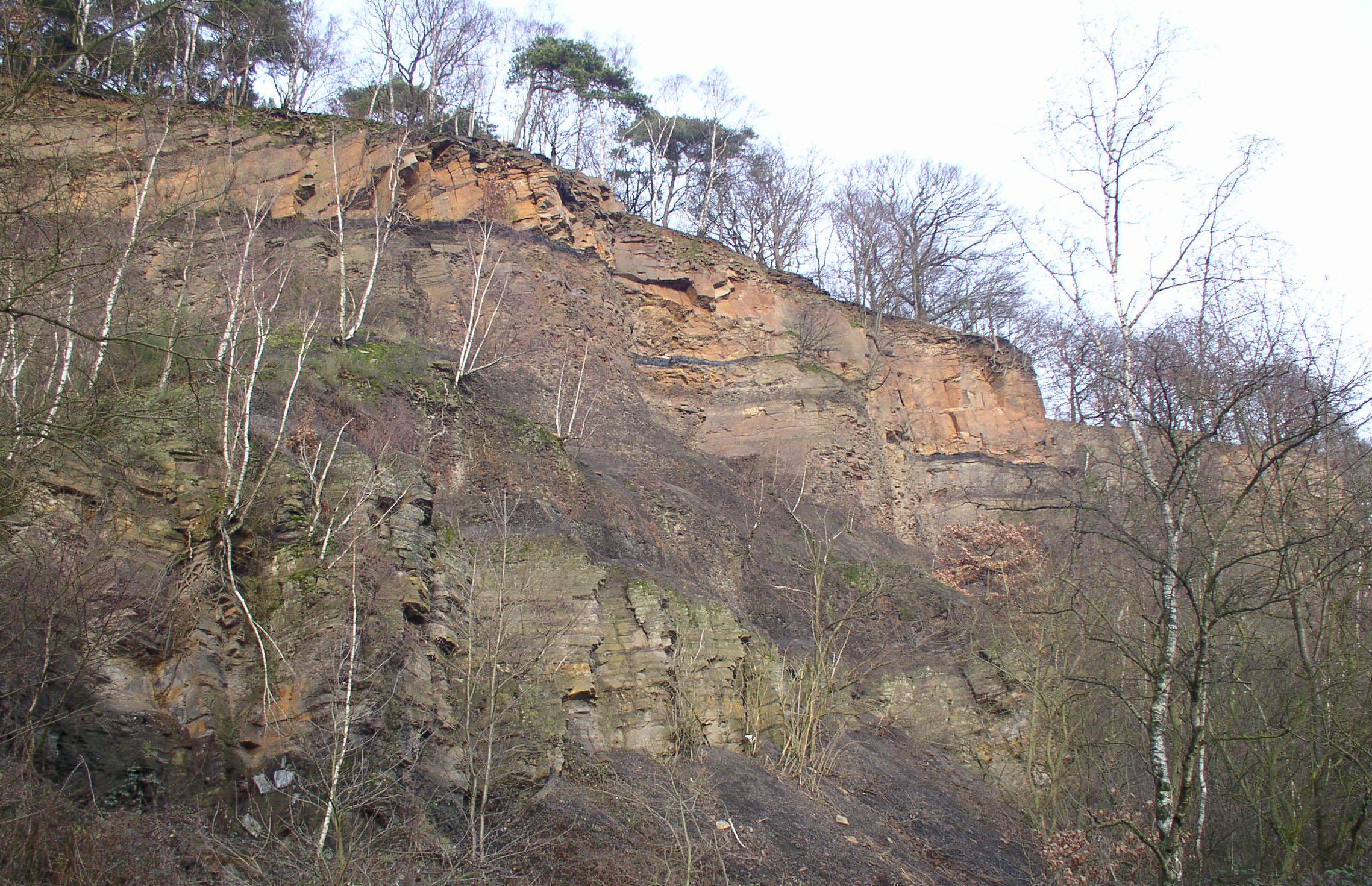
Stenkolsflöts i Witten, Tyskland.

Flöts är ett bergartslager, som genom sin olikartade beskaffenhet och sammansättning tydligt skiljer sig från det närmast över- och underliggande och med detsamma parallella lagret och vilket utgörs av något i tekniskt avseende nyttigt eller användbart ämne.
Allmännast nyttjas benämningen i fråga om lager av stenkol (stenkolsflöts) och mindre vanligt om malm- eller kalklager. Benämningen stenkolsflöts omfattar ofta även de jämte stenkolen (över eller under desamma — eller växlande med dem — förekommande lagren av svart skiffer, vilka samtidigt bryts vid gruvarbetet.